# Ögondroppar

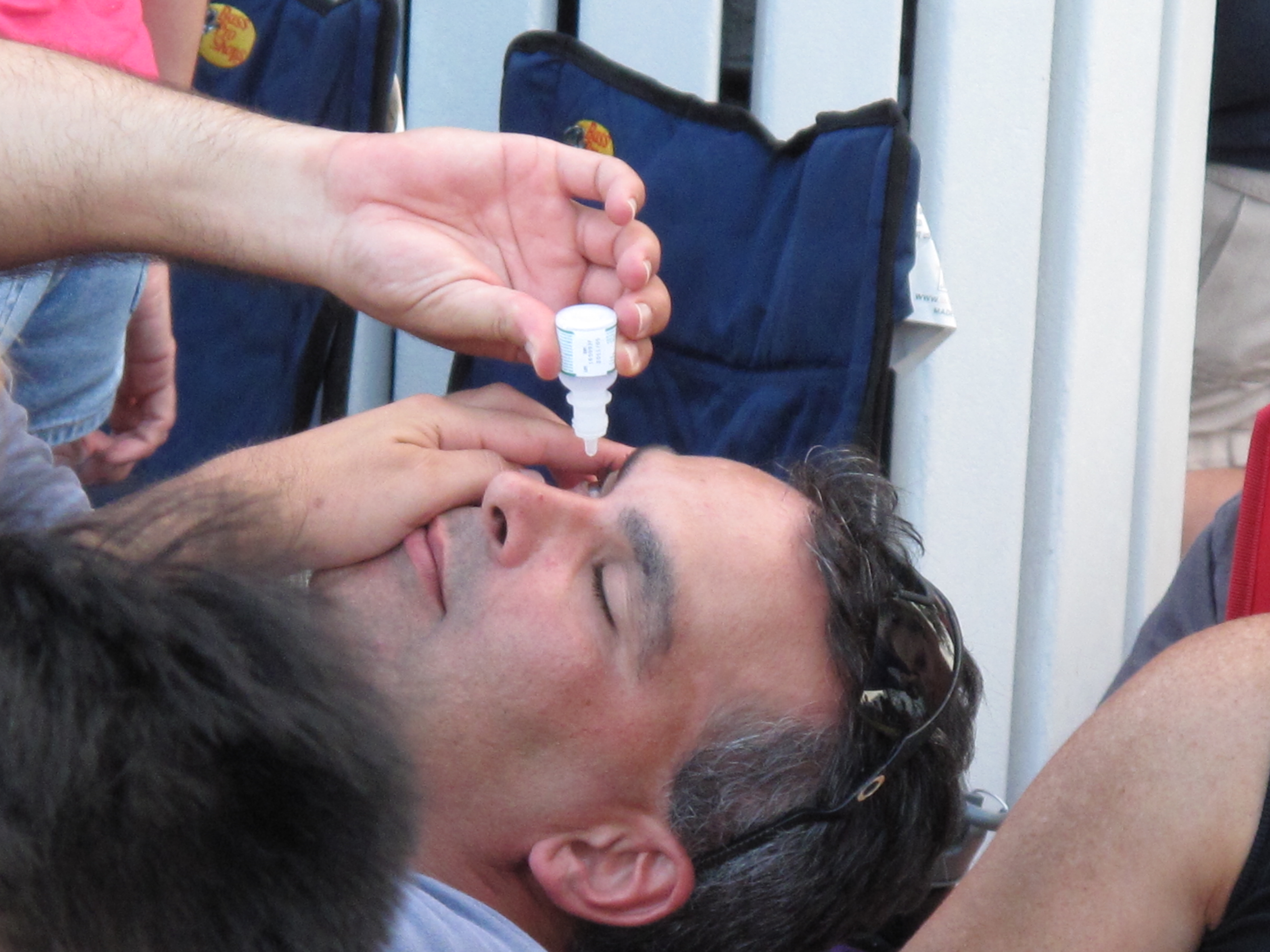
En man som tar ögondroppar.

Ögondroppar är en typ av medicin som används vid behandling av ögonsjukdomar i ögats främre delar det vill säga bindhinnan, hornhinnan och regnbågshinnan, samt vid glaukom.
Exempel på medicin som säljs som ögondroppar är antibiotikan Kloromycetin vars handelsnamn är Kloroamfenikol. 
Ögondroppar används vid lokal behandling av allergisk bindhinneinflammation. Ofta används läkemedelstypen antihistamin men även kromoglikat och nedokromil kan användas.